# Valley State Prison
Valley State Prison, tidigare Valley State Prison for Women, är ett delstatligt fängelse för manliga intagna och är belägen i Chowchilla, Kalifornien i USA. Den ligger mittemot ett annat delstatligt fängelse i kvinnofängelset Central California Women's Facility. Valley förvarar intagna som är dels klassificerade för säkerhetsnivån "medel" och är i behov av skydd mot andra intagna av olika skäl. Dels är i behov av psykiatrisk vård. Fängelset  har en kapacitet på att förvara 1 961 intagna men för den 23 november 2022 var det överbeläggning och den förvarade 2 932 intagna.

## Historik
Fängelset invigdes 1995 som ett kvinnofängelse med namnet Valley State Prison for Women och förvarade kvinnliga intagna som hade dömts för feloni. Den var också Kaliforniens enda kvinnofängelse som hade säkerhetsnivån "isolering". År 2011 drev Kaliforniens delstatslegislatur genom en lag som resulterade i att kvinnliga intagna i Kaliforniens fängelsesystem och att återfall i brott för kvinnor sjönk drastiskt. Kaliforniens kriminalvårdsmyndighet California Department of Corrections and Rehabilitation beslutade då att Valley skulle förvara en del manliga intagna och som var i behov att skyddas från andra intagna. I januari 2013 blev Valley ett fängelse för enbart manliga intagna och "for Women" togs då bort från fängelsets namn.

## Intagna
Personer som varit intagna på Valley är bland andra Diane Downs och Andrew Luster.